# AG-42

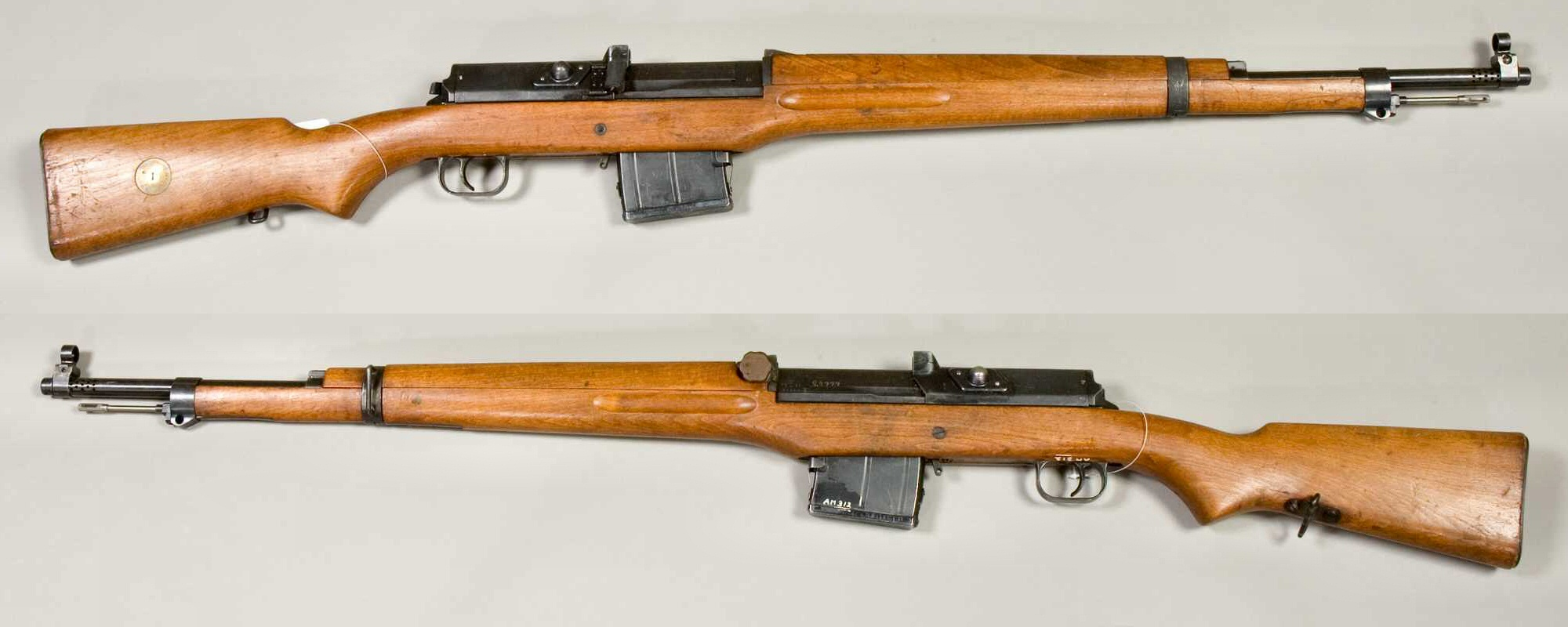
6.5 mm Automatgevär m/1942B

AG-42(Automatgevär m/42, AG42, Ljungman)는 1942년부터 1960년대까지 스웨덴 육군이 한정적으로 사용하였던 스웨덴의 반자동 소총이다.

## 역사
Ag m/42는 1941년 즈음 Malmö의 AB C.J. Ljungmans Verkstäder 기업의 Erik Eklund가 설계한 것으로, 1942년 에스킬스투나의 Carl Gustafs Stads Gevärsfaktor에서 생산에 들어갔다. 일부 30,000개는 전적으로 스웨덴 육군용으로 제조되었다.

## 사용 국가
- 덴마크
- 이라크 1975년
- 이집트
- 노르웨이
- 스웨덴